# Or du Zimbabwe
« ZiG » redirige ici. Pour les autres significations, voir Zig.
L'or du Zimbabwe (en anglais Zimbabwe gold, en abrégé ZiG) est la monnaie du Zimbabwe depuis le 5 avril 2024,.
Cette monnaie, adossée à l'or, remplace le dollar RTGS (ZWL),, la dernière incarnation du dollar du Zimbabwe, lancé en 2019. La population a 21 jours après le 5 avril 2024 pour échanger ses pièces et billets.
Le but de cette nouvelle monnaie est de tenter de lutter contre l'hyperinflation — l'inflation annuelle atteignant officiellement 55 % en mars 2024 — et stabiliser l'économie du pays. La quantité de monnaie en circulation sera soutenue par une valeur équivalente en minéraux précieux — principalement de l'or — ou en devises, afin d'éviter que la monnaie ne perde de la valeur comme ses prédécesseurs.
Le taux de change initial du ZiG, le 8 avril 2024, est fixé à 13,56 pour 1 dollar américain. Les changements de prix seront déterminés par les mouvements des prix de l'or.
La nouvelle monnaie est émise sous forme de billets d'une valeur de 1 ZiG, 2 ZiG, 5 ZiG, 10 ZiG, 20 ZiG, 50 ZiG, 100 ZiG et 200 ZiG et de pièces d'un quart de ZiG et d'un demi-ZiG,. Les billets et pièces en ZiG commenceront à circuler dans l'économie le 30 avril 2024. Les billets et pièces en dollars zimbabwéens continueront à être utilisés pendant la période de transition de 21 jours à des fins transactionnelles au taux de conversion applicable le 8 avril 2024 : 1 ZiG = 2 498,724 2 ZW$.
Le code international ISO 4217 de l'or du Zimbabwe est ZWG, son identifiant est 924.